# Hockenheimring
A Hockenheimring egy motorsport versenypálya a németországi Hockenheim város mellett.
A pályát 1932-ben építették, mely kezdetben a Mercedes tesztpályája volt. 1968-ban itt vesztette életét Jim Clark egy Formula–2-es Lotusban. 1970-ben áthelyezték a német nagydíjat a híres Nordschleife pályáról. 2002-ben az előtte nagysebességű, hosszú egyenesekkel teli pályát drasztikusan átépítették, amely így sokkal rövidebb és lassabb lett. Emellett kibővítették a nézőtereket, és a pálya befogadóképessége 83 000 főről 120 000-re nőtt. Hossza 4,574 kilométer, egy Formula–1-es verseny hossza 67 kör, ami összesen körülbelül 306,458 kilométert tesz ki.

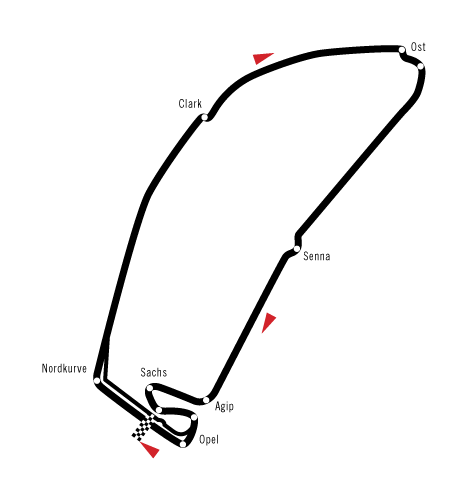
A régi pálya

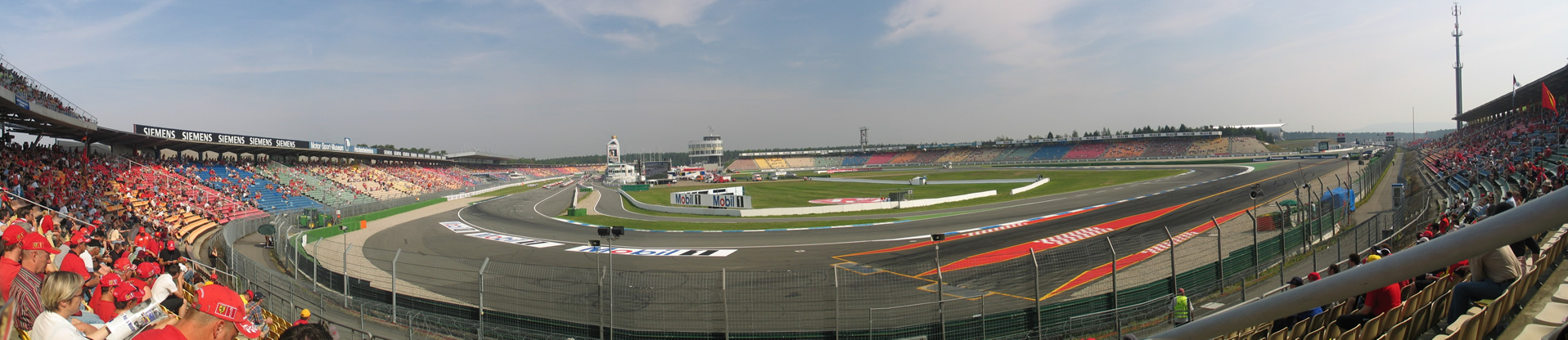
Panorámakép a Hockenheimring egyik nézőteréről 2004-ben